# Piper longiacuminatum
Piper longiacuminatum är en pepparväxtart som beskrevs av William Trelease. Piper longiacuminatum ingår i släktet Piper och familjen pepparväxter. Inga underarter finns listade i Catalogue of Life.